# نقطة سودة (مسلسل)
نقطة سودة هو مسلسل تلفزيوني مصري عُرض في عام 2024، من بطولة أحمد فهمي، أحمد مجدي، ناهد السباعي، أحمد بدير، سارة سلامة، من تأليف أمين جمال ومينا بباوي ومحمد السوري، ومن إخراج محمد أسامة.

## قصة المسلسل
تدور أحداث مسلسل نقطة سودة في إطار درامي، تضع (رضوى) وشقيقها (صلاح) خطة شيطانية للانتقام من عائلة (السيوفي) وإمبراطوريتها، ويتعين على (عمر السيوفي) و(علي السيوفي) التصدي لهما، لكن الأمور تأخذ منعطفا خطيرا بعد أن يقع (عمر) و(رضوى) في حب بعضهما البعض رغم العداوة المشتعلة.

## طاقم التمثيل
- أحمد فهمي: (عمر)
- ناهد السباعي: (منال)
- وفاء عامر: (سعاد)
- أحمد بدير: (مختار السيوفي)
- أحمد مجدي: (علي)
- سارة سلامة: (فيروز)
- سماح السعيد: (صفا)
- أشرف عبد الغفور
- مازن جمال: (هيثم مختار السيوفي)
- سماح أنور: (سميره)
- ناهد رشدي: (فادية / زوجة مختار السيوفي)